# Đền An Xá
Đền An Xá, tên chữ là Thụy Ứng quán, còn được gọi là đền Đậu An, là ngôi đền thuộc thôn An Xá, xã An Viên, huyện Tiên Lữ, tỉnh Hưng Yên, Việt Nam. Đền được xây dựng trên một khu đất rộng, cao ráo, là nơi thờ Ngọc Hoàng Thượng Đế, Ngũ Lão Tiên Ông (những vị thần tiên của văn hóa Đạo giáo), cùng các vị Thiên tiên, Địa tiên tương truyền là những vị tiên giúp đỡ dân làng khai khẩn đất hoang, diệt trừ thú dữ, bảo vệ mùa màng.
Đền có mặt tiền nhìn về hướng nam, bố cục mặt bằng kiến trúc theo kiểu chữ Đinh gồm năm gian tiền tế, ba gian hậu cung. Từ ngoài vào là cổng đền có kiến trúc hai tầng, tám mái; tiếp đến là nhà công đồng, đền Hạ và hai dãy nhà ngang. Tại đền An Xá hiện còn giữ được các di vật bằng đất nung độc đáo, đó là nhang án đất nung thời Lê – Mạc và tháp đất nung có niên đại thế kỷ XVII.
Ngày 31 tháng 12 năm 2020, đền An Xá được Thủ tướng Chính phủ xếp hạng di tích quốc gia đặc biệt tại Quyết định số 2280/QĐ-TTg.